# Eckhard Schneider (Museumsleiter)
Eckhard Schneider (* 22. Oktober 1943 in Koppatz bei Cottbus; † 1. August 2022) war ein deutscher Kunsthistoriker und Museumsleiter.

## Leben
Schneider studierte Kunst und war kurzzeitig als Kunstlehrer am Gymnasium im niedersächsischen Neuenhaus beschäftigt. Von 1976 bis 1989 leitete er die Städtische Galerie in  Nordhorn. Er initiierte den 1979 erstmals vergebenen Kunstpreis der Stadt Nordhorn, dessen Preisträger unter anderem Timm Ulrichs und Walter Stöhrer waren. Von 1990 bis 2000 war Schneider Geschäftsführer und künstlerischer Leiter des Kunstvereins Hannover und von 2000 bis 2008  Direktor des Kunsthauses Bregenz. Von 2008 bis 2015 leitete er das PinchukArtCentre von Wiktor Pintschuk in Kiew.